# Victor Keune
Victor Keune (* 17. Juni 1919 in Dresden; † 15. März 2018 in Potsdam) war ein deutscher Schauspieler.

## Leben und Wirken
Über das Leben von Victor Keune war wenig in Erfahrung zu bringen. Die ersten Theaterauftritte sind erst ab 1960 am Theater der Stadt Brandenburg nachzuweisen. Anschließend hatte er ein Engagement im Meininger Theater. Seine Hauptaufgabe lag im Filmgeschäft für die DEFA und das Fernsehen.
Victor Keune war mit der deutschen Schauspielerin und Sängerin Thea Schmidt-Keune (1920–1993) verheiratet, mit der er einige Male auch gemeinsam im Film sowie auf der Bühne wirkte.

## Filmografie
- 1958: Der Prozeß wird vertagt
- 1959: Weimarer Pitaval: Der Fall Harry Domela
- 1971: Optimistische Tragödie
- 1971: Osceola
- 1972: Der Dritte
- 1972: Leichensache Zernik
- 1972: Laut und leise ist die Liebe
- 1973: Die Legende von Paul und Paula
- 1973: Schüsse in Marienbad (Výstřely v Mariánských Lázních)
- 1973: Zement (Fernsehzweiteiler)
- 1973: Der Wüstenkönig von Brandenburg
- 1973: Das unsichtbare Visier (Fernsehserie, 1 Episode)
- 1974: Ulzana
- 1974: Polizeiruf 110: Lohnraub (Fernsehreihe)
- 1974: … verdammt, ich bin erwachsen
- 1975: Steckbrief eines Unerwünschten (Fernsehfilm)
- 1976: Das blaue Licht
- 1977: Ernst Schneller (Fernsehzweiteiler)
- 1977: Der Hasenhüter
- 1978: Spuk unterm Riesenrad (Fernsehserie, 1 Episode)
- 1978: Amor holt sich nasse Füße (Fernsehfilm)
- 1979: Feuer unter Deck
- 1979: Die Rache des Kapitäns Mitchell (Fernsehfilm)
- 1979: Nachtspiele
- 1979: Lachtauben weinen nicht
- 1979: Chiffriert an Chef – Ausfall Nr. 5
- 1979: Für Mord kein Beweis
- 1979: Polizeiruf 110: Die letzte Fahrt
- 1980: Aber Doktor (Fernsehfilm)
- 1980: Archiv des Todes (Fernsehserie, 1 Episode)
- 1980: Glück im Hinterhaus
- 1980: Max und siebeneinhalb Jungen
- 1980: Radiokiller (Fernsehfilm)
- 1981: Unser kurzes Leben
- 1981: Als Unku Edes Freundin war
- 1983: Spuk im Hochhaus (Fernsehserie, 1 Episode)
- 1983: Märkische Chronik (Fernsehserie, 4 Episoden)
- 1984: Der Lude
- 1990: Abschiedsdisco

## Theater
- 1960: N. Richard Nash: Der Regenmacher – Regie: Helmut Schlüter (Theater der Stadt Brandenburg)
- 1960: Johannes R. Becher/Hanns Eisler: Winterschlacht – Regie: Karl Gassauer (Theater der Stadt Brandenburg)
- 1960: Bertolt Brecht nach Maxim Gorki: Die Mutter – Regie: Kurt Veth (Theater der Stadt Brandenburg)